# Kopiel
Kopiel – jezioro w województwie zachodniopomorskim, w powiecie szczecineckim, w gminie Szczecinek, leżące na terenie Pojezierza Drawskiego.

## Dane morfometryczne
Powierzchnia zwierciadła wody według różnych źródeł wynosi od 12,5 ha do 14,6 ha.
Zwierciadło wody położone jest na wysokości 141,4 m n.p.m. lub 141,6 m n.p.m. Średnia głębokość jeziora wynosi 1,5 m, natomiast głębokość maksymalna 3,4 m.

## Hydronimia
Według urzędowego spisu opracowanego przez Komisję Nazw Miejscowości i Obiektów Fizjograficznych (KNMiOF) nazwa tego jeziora to Jezioro Kopiel. W niektórych publikacjach wymieniana jest oboczna nazwa tego jeziora - Łabędź.